# Selkirkiella purpurea
Selkirkiella purpurea là một loài nhện trong họ Theridiidae.
Loài này thuộc chi Selkirkiella. Selkirkiella purpurea được Hercule Nicolet miêu tả năm 1849.